# 索尼娅·埃德斯特伦
索尼娅·埃德斯特伦（瑞典語：Sonja Edström，1930年11月18日—2020年10月15日），瑞典女子越野滑雪运动员。她曾代表瑞典参加1952年、1956年和1960年冬季奥林匹克运动会越野滑雪比赛，共获得一枚金牌和二枚铜牌。